# Mojżesz Eliasz Halpern
Mojżesz Eliasz Halpern, także Moszek Ela Halpern (ur. 1872 w Lublinie, zm. 25 kwietnia 1921 w Łodzi) – rabin łódzki od 1914, działacz i honorowy prezes Agudat Israel, poseł z ramienia tej partii do Sejmu Ustawodawczego. Proponowano mu stanowisko rabina w Londynie, które jednak odrzucił. Pochowany został na Nowym cmentarzu żydowskim w Łodzi.